# Indosidama
Indosidama is een geslacht van hooiwagens uit de familie Assamiidae.
De wetenschappelijke naam Indosidama is voor het eerst geldig gepubliceerd door Turk in 1945. 

## Soorten
Indosidama is monotypisch en omvat slechts de volgende soort:
- Indosidama moila